# Jocelyne LaGarde
Jocelyne LaGarde (Tahitiske navn: Tetuanuira) (født 1924, død 12. september 1979) var en tahitisk (Fransk Polynesisk) amatørskuespiller.
Filmen Hawaii var et stort budget drama baseret på James A. Micheners mest solgte roman af samme navn, der fortæller historien om hvide missionærer fra det 19. århundrede, der bringer kristendommen til øens indfødte. LaGarde var en polynesisk kvinde, der passede perfekt til de fysiske egenskaber af karakteren i filmen. Selvom hun aldrig havde spillet før, og ikke kunne tale engelsk (talte kun flydende tahitisk og fransk), blev hun ansat af Mirisch Productions og fik en træner til at blive fonetisk trænet til at håndtere sin karakters dialog.
Som "Dronning Malama Kanakoa, Ali'i Nui af Hawaii" bragte LaGarde sin personlighed og ansigtsskønhed sammen med en indberettet 136 kg en autoritær tilstedeværelse til filmen. Omgivet af et cast af Hollywood-stjerner, stjal hun billedet ikke kun med publikum, men også med professionelle aktører af filmindustrien. Academy of Motion Picture Arts and Sciences nominerede hende til Oscar for bedste kvindelige birolle, som den eneste skuespiller fra filmen, der blev nomineret. Hollywood Foreign Press Association stemte hende som vinderen af deres Golden Globe Award for bedste kvindelige birolle. Hawaii var LaGardes eneste skuespillerrolle. Hun døde i sit hjem i Papeete, Tahiti i 1979, uden at en rapporteret dødsårsag.